# Marie-Madeleine de Vignerot de Pontcourlay
Marie Madeleine de Vignerot (Glénay, dezembro de 1604 — Paris, 17 de abril de 1675) foi uma salonnière francesa e dama de companhia da rainha Maria de Médici.
Por seu casamento com Antoine de Beauvoir du Roure de Grimoard, em 1620, ela se tornou Marquesa de Combalet e Dama de Bonnevaux, então Duquesa de Aiguillon a partir de 1638.
Ela é sobrinha do Cardeal de Richelieu através de sua mãe.

## Biografia

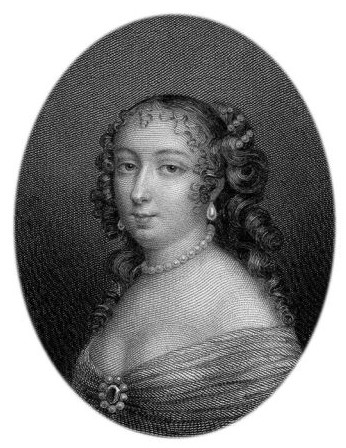
Marie-Madeleine de Vignerot, duquesa de Aiguillon

Filha de René de Vignerot de Pontcourlay e Françoise du Plessis de Richelieu (irmã do Cardeal de Richelieu), ela passou a infância no Castelo de Glénay até a morte de sua mãe em 1615 e depois foi criada por sua avó no Castelo de Richelieu.
Em 1620, então com 16 anos, ela se casou com Antoine de Beauvoir du Roure de Grimoard, Marquês de Combalet e Senhor de Bonnevaux, sobrinho do duque condestável de Luynes por sua mãe Marie d'Albert de Luynes.
Ela rapidamente concebeu tal antipatia pelo marido que, quando ele foi morto em 1622 no cerco de Montpellier, durante a primeira das rebeliões huguenotes, ela jurou nunca mais se casar e se tornaria carmelita, com medo de que, por algum motivo de Estado, ela fosse novamente sacrificada.
Gédéon Tallemant des Réaux lhe dedicou uma de suas Historiettes, onde descreve, entre outras coisas, sua avareza, sua devoção ultrajante, sua relação ambígua com o Cardeal de Richelieu:
muito se falou de seu tio e dela; ele amava as mulheres e temia o escândalo. Sua sobrinha era linda, e não podia ser estranho que ele vivesse familiarmente com ela. Na verdade, ela não o usava modestamente; pois, como ele adorava buquês, ela sempre os tinha, e foi vê-lo com a garganta descoberta
Em 1632, Maria de Médici planejou sequestrar a madame d'Aiguillon durante uma caminhada em Vincennes e levá-la para Flandres, onde a rainha-mãe estava refugiada. Isto serviria para pressionar o Cardeal Richelieu a impedir a execução do Duque de Montmorency.
Em 1637, Pierre Corneille dedicou Le Cid, uma peça tragicômica, a ela, em homenagem à proteção que ela lhe trouxe contra os detratores de sua peça.
Em 1638, após ter fracassado em vários projetos de casamento com as primeiras casas da França, o cardeal comprou o ducado de Aiguillon para sua sobrinha. Ela era dama de companhia de Maria de Médici. Diz-se que mantinha uma relação com a sua administradora e secretária, Madame de Vigean, que com ela viveu até ao fim da vida, o que lhe valeu ser ridicularizada nas sátiras que circularam na corte.
Em 1641, ela se dedicou a um estudo sobre o sistema de numeração decimal publicado pela matemática Marie Crous.

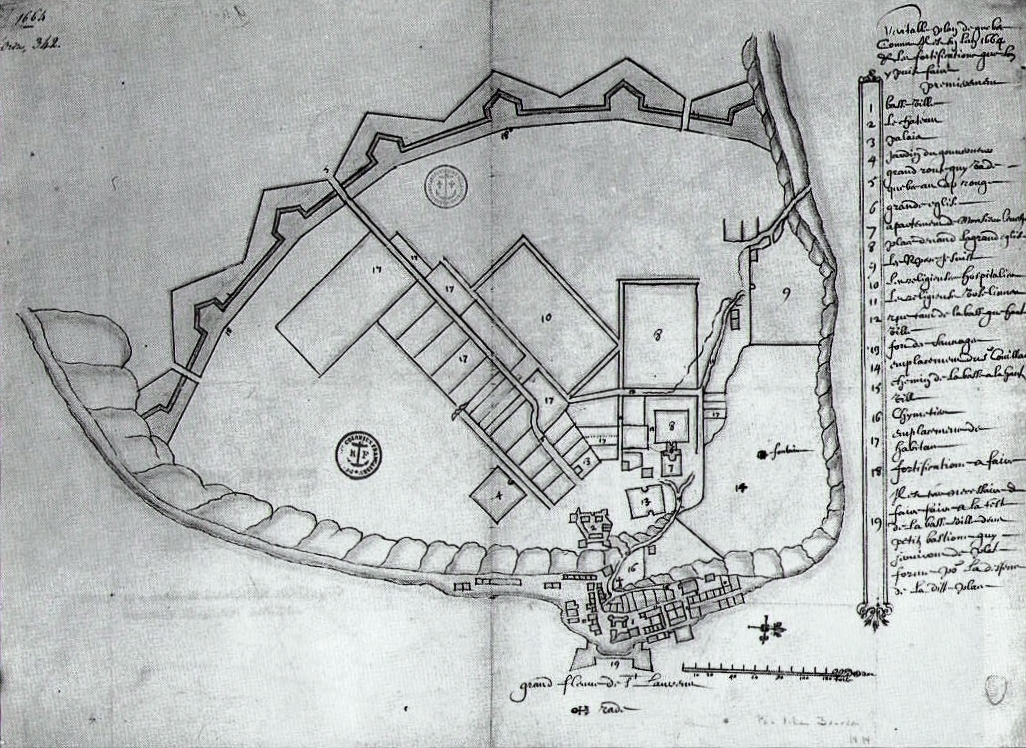
Mapa de Quebec com o hospital dos agostinhos (10), mapa de Jean Bourdon, 1664

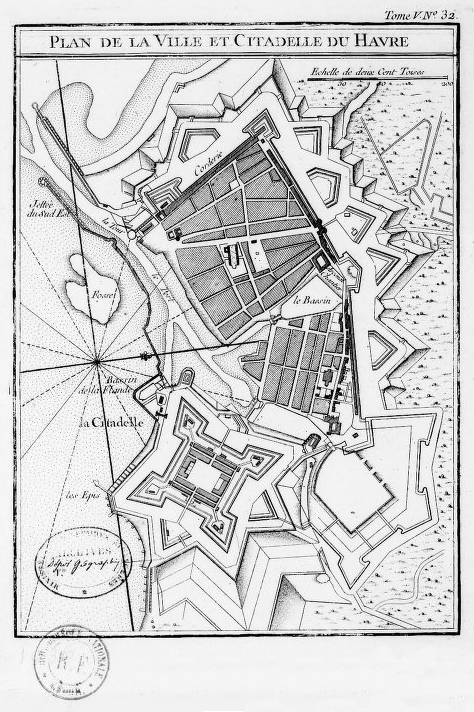
Le Havre com a cidadela construída por Richelieu, projeto de Jacques-Nicolas Bellin, 1764

Em 1642, após a morte do cardeal, declarou-se que "ela era a pessoa no mundo que ele mais amava".
Ela herdou parte de seus bens, entre outros, o castelo de Val de Ruel e o Petit Luxembourg e usou quase toda sua fortuna para socorrer os pobres e fundar estabelecimentos de caridade.
Seu sobrinho-neto Armand-Jean de Vignerot du Plessis foi governador de Le Havre, mas, devido a sua idade, foi colocado sob sua supervisão de 1629 a 1646, antes de sucedê-lo. Nomeada governadora vitalícia em 1653, ela renunciou em 1661.
Ela apoiou ativamente a fundação da Sociedade para as Missões Estrangeiras de Paris, por representações ao Rei e a Roma. Financiou a fundação do Hôtel-Dieu de Quebec, o primeiro hospital da Nova França, inaugurado em 1639 pelas cônegas de Santo Agostinho da Misericórdia de Jesus.
Jean-Louis Guez de Balzac que a odiava, especialmente por sua avareza, a apelidou, em uma carta de 1644, "a princesa com a tez de açafrão". Em 1675, após sua morte, sua oração fúnebre foi pronunciada por Jacques-Charles de Brisacier, na capela das Missões Estrangeiras em Paris, depois foi sepultada no convento carmelita do Faubourg Saint-Jacques, sem muita pompa.
Guy Breton, em seu Histoires d'amour de l'Histoire de France indica:
Segundo Talleman des Réaux, seu marido, que diziam ser o mais bem suprido da corte, não conseguiu fazê-la sair do estado de jovem. O poeta Dulot, aliás, divertira-se demonstrando, por meio do jogo do anagrama, então muito em voga, que o triste destino de Madame de Combalet estava escrito em seu nome de solteira. Com Marie de Vignerot, ele fez: virgem de seu marido. Decepcionada com o casamento, ela havia pensado em ingressar na religião. Abrindo-se ao tio, este lhe teria dito: "O teu lugar não é no convento, minha filha, é perto de mim". O cardeal, que tinha o mais alto grau de espírito de família, tornou-se seu amante. Desta ligação, que durou até à morte do primeiro-ministro, nasceram dois filhos.
Em 2004, Françoise Hildesheimer escreveu:
Os contemporâneos a descrevem como escondendo sob a máscara da modéstia e da devoção sua ambição não realizada, à qual os projetos matrimoniais mais brilhantes ou mais loucos elaborados por seu tio [...] nunca darão satisfação. Acrescentemos a este retrato um toque de preciosidade -a senhora é um dos pilares do Hôtel de Rambouillet-, que veste comicamente seu orgulho e sua habilidade de manobra em discursos caseiros e afetados...